# Kamikawa (Hyōgo)
Kamikawa (jap. 神河町 Kamikawa-chō) – miasto w Japonii, na wyspie Honsiu, w prefekturze Hyōgo. Według danych na rok 2020 miejscowość zamieszkiwało 10 616 mieszkańców , a gęstość zaludnienia wyniosła 52,5 os./km².